# 武雄中継局
武雄中継局（たけおちゅうけいきょく）は、佐賀県武雄市にあるテレビ放送の中継局である。

## 置局所在地
- 武雄市北方町芦原48林班な1　小班内（STS）

- 武雄市北方町谷内平国有林1048ね林班　鳴瀬山（NHK）

## 概要
- 1967年（昭和42年） 3月10日 - （NHK）開局
- 1969年（昭和44年） 10月30日 - （STS）開局

## 送信設備

### 地上デジタルテレビ放送
| 放送局名      | チャンネル | リモコンキーID | 空中線電力 | ERP  | 放送対象地域 | 放送区域内世帯数 |
| ------------- | ---------- | -------------- | ---------- | ---- | ------------ | ---------------- |
| NHK佐賀総合   | 33         | 1              | 1W         | 4.8W | 佐賀県       | 13,559世帯       |
| NHK佐賀教育   | 25         | 2              | 1W         | 4.9W | 全国         | 13,559世帯       |
| STSサガテレビ | 44         | 3              | 1W         | 4.4W | 佐賀県       | 13,559世帯       |

- 地上デジタルテレビジョン放送は、2008年（平成20年）2月18日に全局本放送開始。
- 2008年（平成20年）1月21日に総務省 九州総合通信局から武雄中継局に地上デジタルテレビジョン放送の予備免許が交付された。
- 地上デジタルテレビジョン放送の試験放送は、2008年（平成20年）1月29日から2008年（平成20年）2月17日まで実施。
- 主な受信地域：佐賀県武雄市・杵島郡大町町・江北町の一部。
- 偏波面は、垂直偏波である。

### 地上アナログテレビ放送
| 放送局名      | チャンネル | 空中線電力        | ERP                | 放送対象地域 | 放送区域内世帯数 |
| ------------- | ---------- | ----------------- | ------------------ | ------------ | ---------------- |
| NHK佐賀総合   | 59         | 映像10W /音声2.5W | 映像55W /音声13.5W | 佐賀県       | -                |
| NHK佐賀教育   | 56         | 映像10W /音声2.5W | 映像55W /音声13.5W | 全国         | -                |
| STSサガテレビ | 62         | 映像10W /音声2.5W | 映像46W /音声11.5W | 佐賀県       | -                |

- 地上アナログテレビ放送は、2011年（平成23年）7月24日までに全局放送終了。